# Simai Ödön
Simai Ödön, Singer Ede (Keszthely, 1879. szeptember 29. – Budapest, Terézváros, 1929. február 4.) bölcseleti doktor, főreáliskolai tanár, nyelvész.

## Élete
Singer Ignác kántor és Strausz Emília tanítónő fia. Középiskolai tanulmányait szülővárosában, a keszthelyi katolikus főgimnáziumban végezte, majd a Budapesti Tudományegyetem bölcsészkarán 1903-ban tanári oklevelet szerzett. 1905-től a budapesti VIII. kerületi főreáliskola tanára volt, ahol magyart és latin nyelvet tanított. A Magyarországi Tanácsköztársaság ideje alatt gimnáziumi tanárnak nevezték ki függetlenül az újonnan megalakult rendszertől. A rendszer bukását követően pályája derékbe tört és évekig nem kapott állást. A családját hátrahagyva Bécsbe ment és ott vállalt munkát, majd hazatérését követően nyelvészeti tanulmányok írásából tartotta el magát és hozzátartozóit. A Magyar Nyelv és a Magyar Nyelvőr című folyóiratokban jelentek meg írásai. A Magántisztviselők Szövetségében könyvelési tanfolyamot vezetett. Halálát tüdőgyulladás okozta.

## Magánélete
Házastársa Goldner Irma (1883–1979) volt.
Gyermekei
- Simai Borbála (1906–1933)
- Simai Endre (1908–1943) bőrdíszműves, munkaszolgálatban elhunyt.
- Simai László (1909–1942) kereskedelmi magánhivatalnok, munkaszolgálatban elhunyt.[5] Felesége Csutora Margit volt.
- Simai Magdolna (1912–1993). Férje Bleier Endre magánhivatalnok volt, munkaszolgálatban elhunyt.[6]
- Simai Györgyi (1925–?), férjezett Polgár Ferencné.

## Munkái
- Márton József mint szótáríró. Budapest, 1902. (Nyelvészeti Füzetek 2. Ism. Nyelvtud. Közlemények, Erdélyi Múzeum.)
- Dugonics András mint nyelvujító. Budapest, 1904. (Nyelvészeti Füzetek 14.)
- Mohács a magyar költészetben (Mohács, 1905)